# Brigata meccanizzata "Brescia"
La Brigata meccanizzata “Brescia” era una delle Grandi Unità dell'Esercito italiano. Costituita, una seconda volta, nel 1975, dipendente dal 5º Corpo d'Armata di Vittorio Veneto prima e dal III Corpo d'armata di Milano poi, e inquadrata nella Divisione meccanizzata "Mantova",  aveva il suo comando generale a Brescia presso la caserma "Serafino Gnutti". L'Unità era schierata, con la maggior parte dei suoi reparti, come riserva del corpo d'armata, in Veneto, a Montorio Veronese, e in Friuli, a Cordenons ed aveva una forza di 4.760 uomini (272 ufficiali, 630 sottufficiali e 3.858 uomini di truppa). La "Brescia" è stata impegnata in operazioni civili, come il soccorso delle popolazioni terremotate in Friuli nel 1976 e in interventi militari, come l'operazione di ordine pubblico "Calabria" dal novembre 1970 all'aprile del 1971. Fu sciolta nel 1991 a seguito dell'emanazione del nuovo modello di difesa delle forze armate italiane dovuto allo scioglimento del patto di Varsavia.

## Storia
Le origini della grande unità risalgono alla Brigata "Lombardia" costituita il 27 febbraio 1849 e sciolta nella primavera dello stesso anno.
La Brigata “Brescia” dell'Esercito sabaudo fu costituita il 1º novembre 1859 con i reggimenti 19° e 20°, già appartenuti alla Divisione Lombarda che combatté nel corso della prima guerra di indipendenza.
La Brigata, entrata a far parte del Regio Esercito dopo la proclamazione del Regno d'Italia, fu impegnata nella Terza guerra di indipendenza italiana combattendo nella battaglia di Custoza, partecipando alla presa di Roma del 1870, nelle guerre coloniali, in Eritrea nel 1896 e nella conquista della Libia del 1911 nella Guerra italo-turca.

### Nella prima guerra mondiale (1915-1918)
Durante la prima guerra mondiale fu decorata dell'Ordine Militare d'Italia distinguendosi sul fronte italiano a Loquizza, Pecinka, Bainsizza, Monte San Michele, Gorizia, a Castagnevizza e su fronte occidentale con l'8ª Divisione del II Corpo d'armata italiano in Francia, ove il 5 novembre 1918 occupò l'abitato di Ghauffour e nei giorni successivi inseguì i tedeschi fino a Rozoy e Rimogne.

### Nel ventennio fascista
Il 6 novembre 1926 il 19º e 20º Reggimento "Sila"  vennero inquadrati nella XXVII Brigata di Fanteria e fecero parte della 27ª Divisione Militare Territoriale di Catanzaro. Il 1º gennaio 1935, per trasformazione della XXVII Brigata il 19º e 20º Reggimento "Sila" alle dipendenze della 27ª Divisione "Sila".
La "Sila" venne inviata in Africa orientale nella seconda guerra di Abissinia dove le bandiere dei reggimenti si guadagnarono la medaglia di bronzo al valor militare e la Croce dell'Ordine Militare di Savoia. Nel 1939 la grande unità fu rinominata 27ª Divisione fanteria "Brescia"  imperniata sul 19º e 20º reggimento fanteria Brescia e sul 55º reggimento artiglieria.

### Nella seconda guerra mondiale (1939-1945)
Durante la seconda guerra mondiale la Divisione partecipò alla campagna del Nordafrica distinguendosi nell'assedio di Tobruk, nella presa di Marsa Matruh e nella battaglia di El Alamein, dove completamente distrutta dagli attacchi inglesi, nel novembre 1942 fu ufficialmente disciolta.

## Ordine di battaglia: 1940
- 27ª Divisione Fanteria Brescia
  - Comando divisionale
  - 19º Rgt. fanteria "Brescia"
  - 20º Rgt. fanteria "Brescia"
  - 55º Rgt. artiglieria
    - 2 Gr. art. da 75/27 mm
    - 1 Gr. art. contraerea
      - 2 Btr. art. contraerea da 20/65 mm

  - 27º Btg. misto Genio
  - 34a Sez. Sanità
  - 35a Unità chirurgica
  - 95º Ospedale da campo
  - 34a Sez. Sussistenza

## Tempi recenti
Con la riorganizzazione dell'esercito italiano del 1975, fu ricostituita come Brigata meccanizzata inquadrata nella Divisione "Mantova" del V Corpo d'armata di Vittorio Veneto. Sopravvisse allo scioglimento della divisione del 1986 e resa autonoma, inquadrata nel III Corpo d'armata di Milano restò operativa fino al 1991, quando fu definitivamente disciolta.

## Reparti dal 1976 al 1991
- Reparto comando e trasmissioni stanziato a Brescia, presso la Caserma "Flavio Ottaviani"
- 20º Battaglione meccanizzato "Monte San Michele" stanziato a Brescia, caserma "Achille Papa";
- 30º Battaglione meccanizzato "Pisa" stanziato a Montorio Veronese, caserma "Giovanni Duca";
- 85º Battaglione meccanizzato "Verona" stanziato a Montorio Veronese, caserma "Giovanni Duca"[2];
- 13º Battaglione carri "M.O.Pascucci" stanziato a Cordenons, caserma "De Carli"
- 52º Gruppo artiglieria da campagna "Venaria" stanziato a Brescia, caserma "Flavio Ottaviani";
- Battaglione logistico "Brescia" stanziato a Montorio Veronese, caserma "Giovanni Duca";
- Compagnia controcarri "Brescia" stanziata a Montorio Veronese, caserma "Giovanni Duca";
- Compagnia genio pionieri "Brescia"  stanziata a Montorio Veronese, caserma "Giovanni Duca".

Nel 1986 il 13º Battaglione Carri "M.O.Pascucci" venne assegnato alla Brigata corazzata "Ariete" e venne sostituito dal 15º Gruppo squadroni esploranti "Cavalleggeri di Lodi" trasformato in 15º Gruppo squadroni carri "Cavalleggeri di Lodi" stanziato a Lenta.

## Stemmi Araldici dei reparti della Brigata meccanizzata "Brescia"

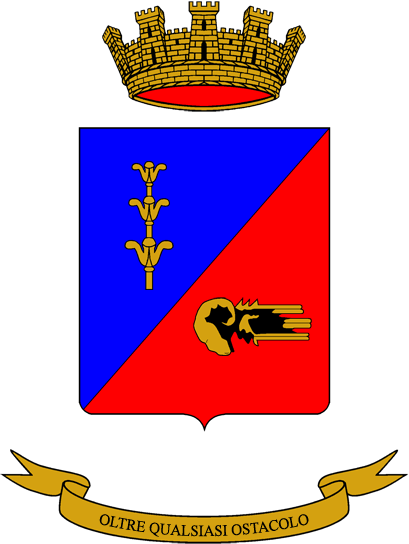
Stemma del 13º Battaglione carri "M.O.Pascucci"
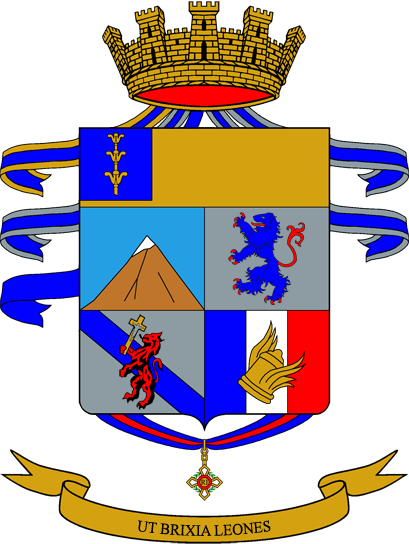
Stemma del 20º Battaglione meccanizzato "Monte San Michele"
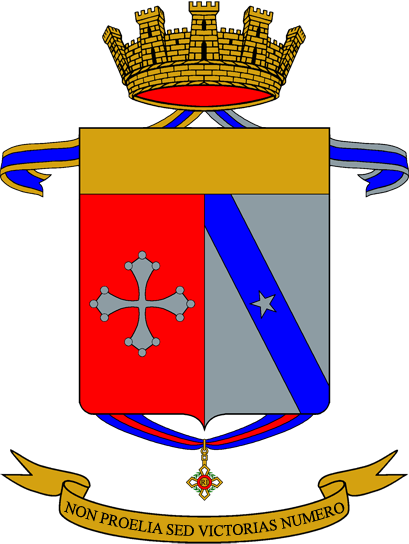
Stemma del 30º Battaglione meccanizzato "Pisa"
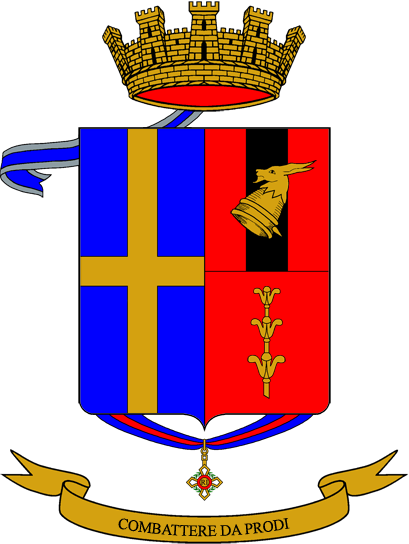
Stemma del 85º Battaglione meccanizzato "Verona"
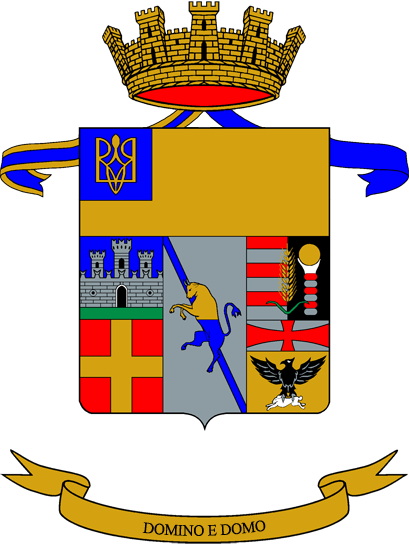
Stemma del 52º Gruppo artiglieria da campagna "Venaria"
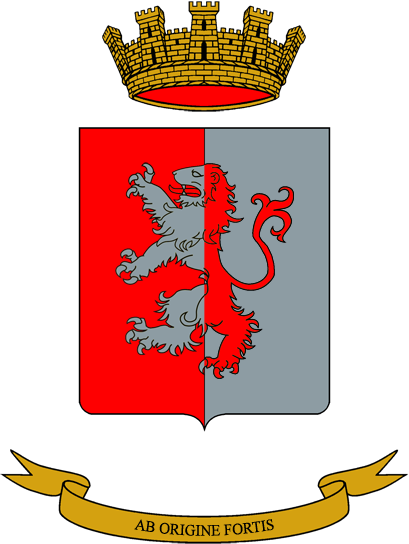
Stemma del Battaglione logistico "Brescia"

## Comandanti di Brigata
- generale di brigata Andrea Peracin
- generale di brigata Guido Martinelli
- generale di brigata Renato Paone
- generale di brigata Aldo Calò
- generale di brigata  Vincenzo Mattei
- generale di brigata Alfredo Cotugno
- generale di brigata Luigi Semprini
- 1985-1987, generale di brigata Alfredo Pratolini
- 1987-1989, generale di brigata Francesco Vannucchi
- 1989-1991, generale di brigata Antonino Mozzicato
- generale di brigata Angelo Burgoni
- generale di brigata Luigi Semprini